# Милијани (Мачерата)
Милијани (итал. Miliani) насеље је у Италији у округу Мачерата, региону Марке.
Према процени из 2011. у насељу је живело 6 становника. Насеље се налази на надморској висини од 182 м.